# Nagasena
Nāgasena was een boeddhistische wijze die rond 150 v.Chr. leefde. Zijn antwoorden op vragen van koning Menander over het boeddhisme zijn opgetekend in de Milinda Pañha.
In het algemeen wordt aangenomen dat de tekst later door vele auteurs is uitgebreid volgens het "vraag en antwoord" patroon van de oude geschriften. De huidige versie is bijzonder lang en heeft een inconsistent auteurschap in de latere delen; het is daarom niet duidelijk welk deel aan Nagasena kan worden toegeschreven.
Volgens de tekst heeft Nagasena de Tripitaka geleerd van de Griekse boeddhistische monnik Dhammarakkhita, die in de buurt van Pataliputra leefde. Volgens de teksten werd hij ook verlicht.
Andere belangrijke personen in de tekst zijn Soñuttara, de vader van Nagasena, zijn leraren Rohaa en Assagutta en Ayupala uit Sankheyya. Nagasena is alleen beschreven in het Milinda Panha.